# K-1 Attack
La K-1 Attack e un'automobile sportiva prodotta in Slovacchia dalla K-1 Engineering dal 2002 al 2012 e che poteva essere convertita per il mercato americano in kit di montaggio.

## Sviluppo
Dopo la presentazione del primo modello K-1 Evoluzione il proprietario dell'azienda Dick Kvetnanski diede inizio al progetto di una roadster sportiva per il mercato europeo; il primo prototipo venne completato nell'anno 2000 adottando un propulsore Honda H22 VTEC da 205 cavalli, solo due anni dopo venne completata la versione definitiva e al salone dell'automobile di Francoforte nel 2002 venne presentata la K-1 Attack Roadster, dotata ora di un propulsore Ford, dando poi inizio a una produzione di serie.
Nel 2008 l'Attack riceve un piccolo restyling anteriore e posteriore e viene introdotta la versione Targa destinata solamente al mercato europeo di Slovacchia, Gran Bretagna, Paesi Bassi, Germania e Repubblica Ceca. È stato anche adottato un nuovo motore di derivazione Audi da 360 cavalli che consentiva alla vettura di raggiungere una velocità massima di 260 km/h.

### Motorizzazioni
| Modello         | Disponibilità       | Motore  | Cilindrata (cm³) | Potenza         | Coppia Massima (Nm) | Emissioni CO2 (g/Km) | 0–100 km/h (secondi) | Velocità max (Km/h) | Consumo medio (Km/l) |
| 2.0 Honda V-Tec | dal debutto al 2006 | Benzina | 1985             | 148 Kw (205 Cv) | 215                 | n.d                  | 5.2                  | 235                 | n.d                  |
| 3.0 V6 Ford     | dal debutto al 2012 | Benzina | 2981             | 178 Kw (242 Cv) | 300                 | n.d                  | 4.9                  | 250                 | n.d                  |
| 4.2 V8 Audi     | dal 2008 al 2012    | Benzina | 4196             | 254 Kw (360 Cv) | 420                 | n.d                  | 4.6                  | 260                 | n.d                  |

## Produzione
Non si hanno molte informazioni sul numero di esemplari prodotti che vengono stimati in circa 400, per la maggior parte nella versione motorizzata Ford e in quella Roadster. La produzione della K-1 Attack terminò nel 2012.

## Repliche
Un piccolo costruttore artigianale Simbol Design situato in Verbania fece una replica color nera con alcune parti di color argento adottando il V6 Busso dell'Alfa Romeo.
Nel 2011 il meccanico appassionato d'auto sportive Petr Beneš fondò un'azienda in Repubblica Ceca chiamata B-Racing; nel 2012 acquistò alcuni kit della K-1 Attack mai completati ricostruendoli su richiesta dell'acquirente. Nel 2013 creò una versione speciale utilizzabile solo su pista, denominata Attack GTR, da oltre 400 cavalli.

## Galleria d'immagini

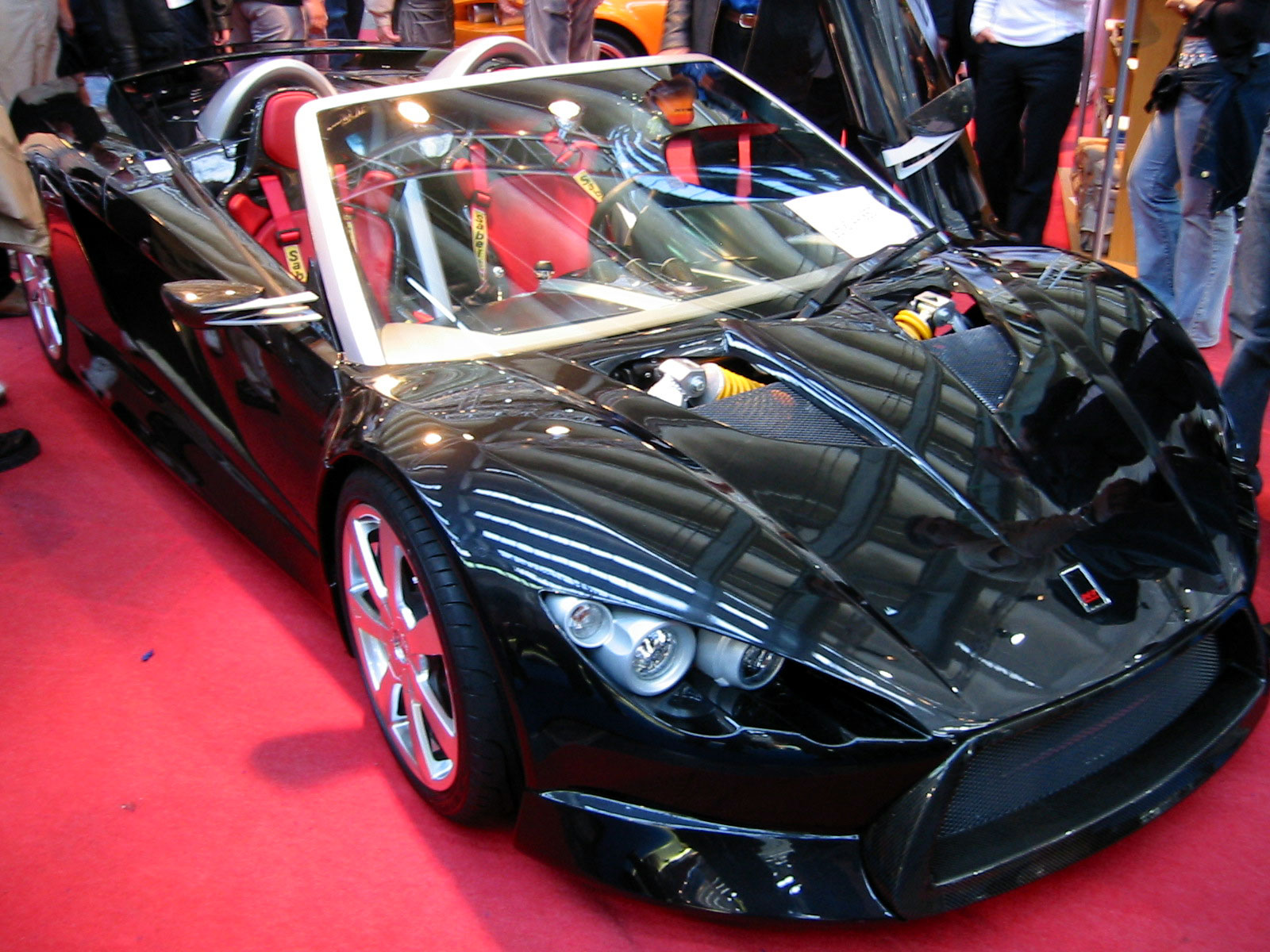
K-1 Attack Roadster
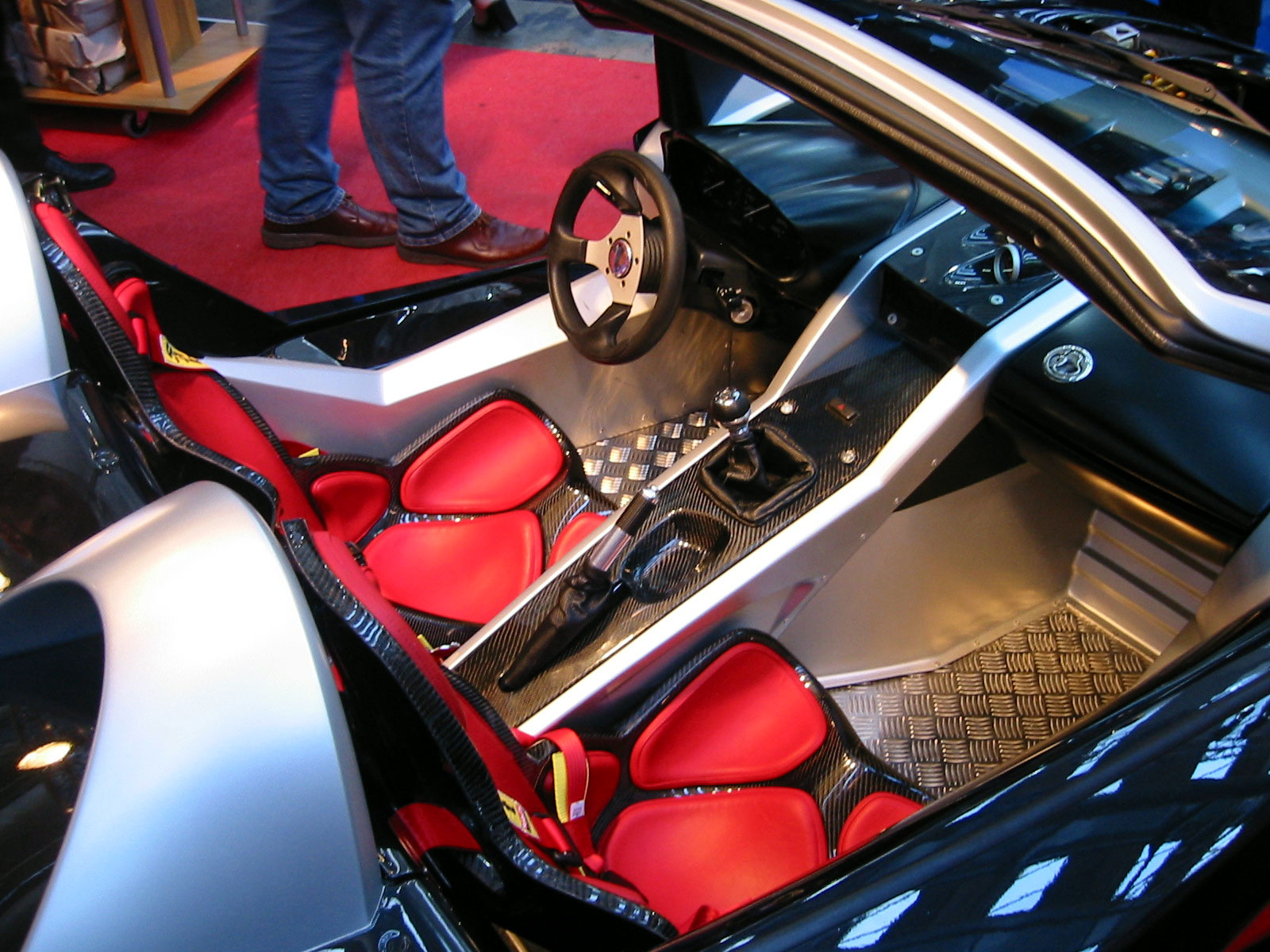
Interni
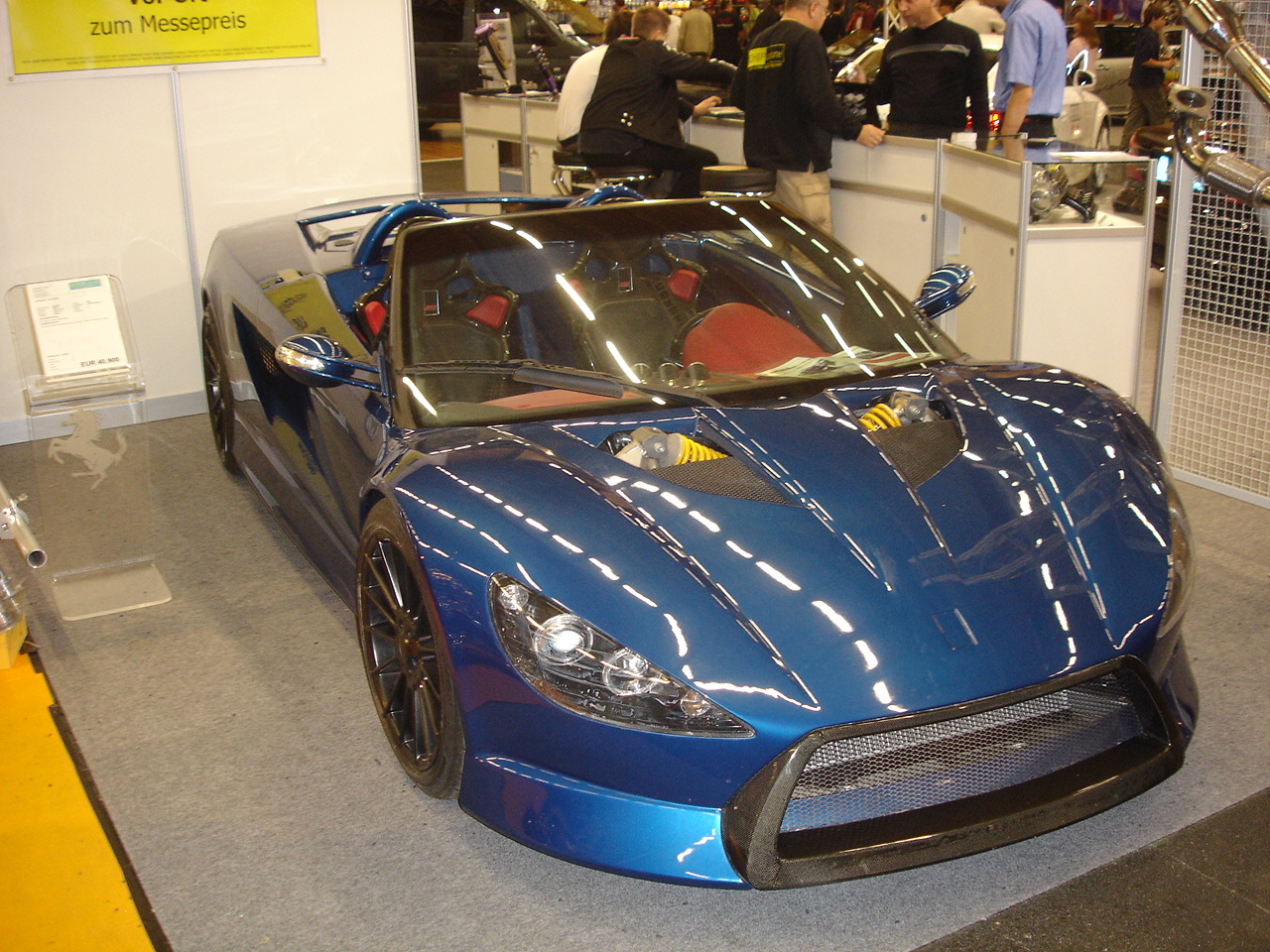
Prototipo del 2000
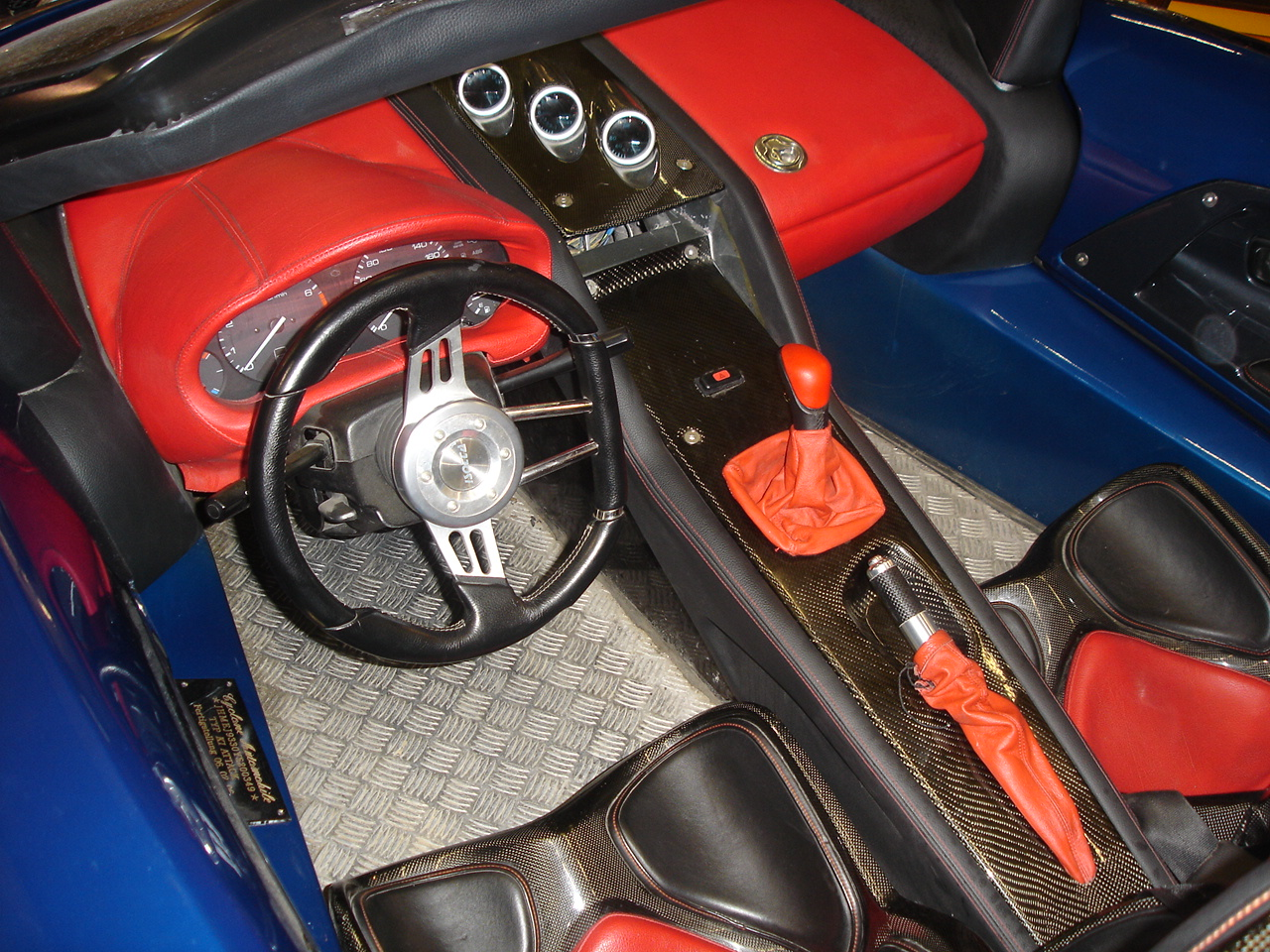
Interni del prototipo
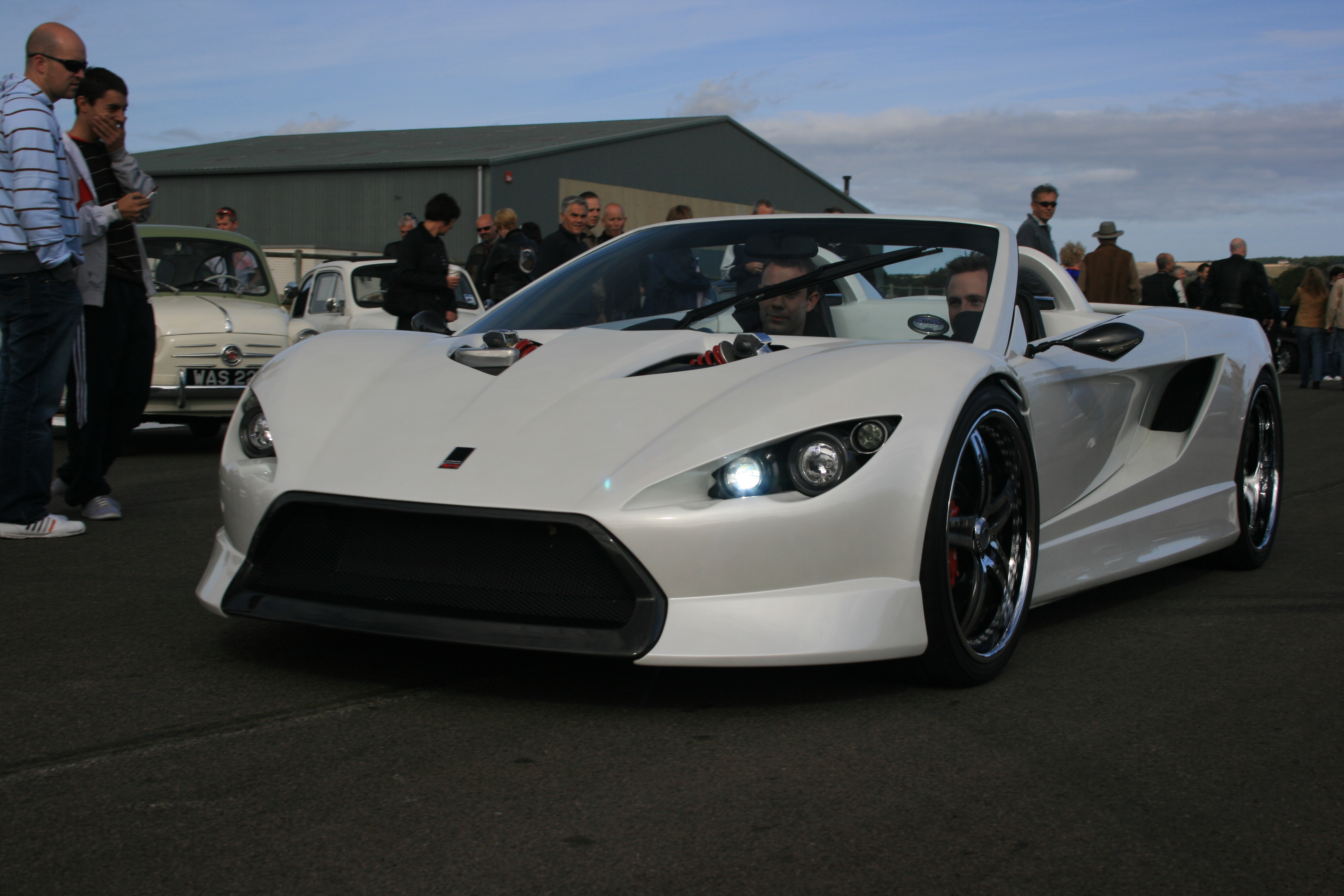
K-1 Attack 2009